# Nguyễn Thanh Ba
Nguyễn Thanh Ba là chính trị gia người Việt Nam. Ông từng giữ chức vụ Chủ tịch Ủy ban Mặt trận Tổ quốc Việt Nam tỉnh Quảng Bình.

## Tiểu sử
Năm 1989, tỉnh Bình Trị Thiên tách thành ba tỉnh Quảng Bình, Quảng Trị, Thừa Thiên Huế.
Nguyễn Thanh Ba là ủy viên Ủy ban nhân dân lâm thời tỉnh Quảng Bình, giữ chức vụ Chánh Thanh tra tỉnh.
Năm 1990, Nguyễn Thanh Ba giữ chức vụ Chủ tịch Liên đoàn lao động tỉnh Quảng Bình thay Đinh Hữu Cường nhận công tác khác.
Ngày 22 đến 24 tháng 6 năm 1993, tại Đại hội Công đoàn tỉnh Quảng Bình lần thứ 8 tổ chức tại thị xã Đồng Hới, Nguyễn Thanh Ba được bầu giữ chức Chủ tịch. Nguyễn Thanh Ba giữ chức này tới ngày 9 tháng 8 năm 1993 thì nhận công tác khác. Thay thế ông là Trần Đình Huề.
Sau đó, Nguyễn Thanh Ba giữ chức vụ Chủ tịch Ủy ban Mặt trận Tổ quốc Việt Nam tỉnh Quảng Bình.